# Simulium praelargum
Simulium praelargum är en tvåvingeart som beskrevs av Datta 1973. Simulium praelargum ingår i släktet Simulium och familjen knott. Inga underarter finns listade i Catalogue of Life.